# Turneria pacifica
Turneria pacifica é uma espécie de formiga do gênero Turneria.